# Wolnieńskie osiedle wiejskie
Wolnieńskie osiedle wiejskie (ros. Вольненское сельское поселение) – jedno z 9 osiedli wiejskich w rejonie koszechablskim wchodzącym w skład Republiki Adygei. W 2022 liczyło 3109 mieszkańców.